# Xudun
Xudun – miasto w północno-zachodniej Somalii; w regionie Sool; 3 257 mieszkańców (2005). Jest stolicą okręgu Xudun. Terytorium sporne między Somalilandem, Puntlandem i Khaatumo.